# Rännelanda landskommun
Rännelanda landskommun var en tidigare kommun i Älvsborgs län.

## Administrativ historik
Kommunen inrättades i Rännelanda socken i Valbo härad i Dalsland när 1862 års kommunalförordningar trädde i kraft den 1 januari 1863.
Vid kommunreformen 1952 uppgick den i Högsäters landskommun som 1974 uppgick i Färgelanda kommun.

## Politik

### Mandatfördelning i Rännelanda landskommun 1946
| 2 | 1 | 12 | 3 |

| 18 |